# Earl av Carlisle
Earl av Carlisle, adelstitel 1622-1660 buren inom släkten Hay, därefter inom släkten Howard, given 1661 av Karl II av England till Charles Howard, 1:e earl av Carlisle (1629-1684), en sonsonson till Thomas Howard, 4:e hertig av Norfolk.
Medlemmar av familjen gjorde sig kända som politiker med mera och residerade bland annat på Castle Howard i mer än 300 år.

## Earler av Carlisle

### Inom släkten Hay
- James Hay, 1:e earl av Carlisle (ca. 1590-1636)
- James Hay, 2:e earl av Carlisle (1612-1660)

### Inom släkten Howard
- Charles Howard, 1:e earl av Carlisle (1629-1684)
- Edward Howard, 2:e earl av Carlisle (1646-1692)
- Charles Howard, 3:e earl av Carlisle (1669-1738)
- Henry Howard, 4:e earl av Carlisle (1694-1758)
- Frederick Howard, 5:e earl av Carlisle (1748-1825)
- George Howard, 6:e earl av Carlisle (1773-1848)
- George Howard, 7:e earl av Carlisle (1802-1864)
- William George Howard, 8:e earl av Carlisle (1808-1889)
- George Howard, 9:e earl av Carlisle (1843-1911)
- Charles Howard, 10:e earl av Carlisle (1867–1912)
- George Howard, 11:e earl av Carlisle (1895–1963)
- Charles Howard, 12:e earl av Carlisle (1923–1994)
- George Howard, 13:e earl av Carlisle (född 1949)